# Zola (krater)
Zola är en nedslagskrater på planeten Merkurius. Zola är ungefär 70 kilometer i diameter.
1976 namngavs den efter författaren Émile Zola.